# Шуддха-адвайта
Шу́ддха-адва́йта (IAST: śuddhādvaita) — созданная вишнуитским философом ачарьей  Валлабхой разновидность индуистской ортодоксальной школы веданта. В переводе с санскрита термин шуддха-адвайта означает «чистая недвойственность».

## Создание учения
Валлабха, телугский брахман из Южной Индии, развивал взгляды Вишнусвамина, который жил в XIII столетии. Он признавал авторитет упанишад, «Бхагавадгиты», «Брахма-сутры» и «Бхагавата пураны» (которая наделялась наивысшим авторитетом). В своих работах «Анубхашье», «Сиддхаптарахасье» и «Бхагавататикасубодхини» он предлагает теистическую интерпретацию веданты, отличающуюся от версий Шанкары и Рамануджи.

## Брахман
Шуддха-адвайта утверждает, что весь мир целиком является реальным и тонким Брахманом. По мнению Валлабхи джива, кала, или время, и пракрити, или майя могут обладать вечным существованием; они не имеют отдельного существования от Брахмана и принадлежат его сущности. Шуддха-адвайта не соглашается с теми кто объясняет существование мира силой майи, так как в таком случае будет допущено существование чего-то вторичного по отношению к Брахману. По мнению Валлабхи Брахман может создавать мир без связи с таким началом, как майя, а отсутствие качеств, декларируемое в шрути, означает отсутствие «обычных качеств».

Брахман есть действующая и материальная причина вселенной. Он не только творец вселенной, но и сама вселенная— "Anubhasya", I. 1. 4.
Когда Бог наделен качествами мудрости (джняна) и действия (крия), он персонифицируется в Кришне. Однако различный облик он принимает не из-за необходимости, а для удовольствия поклоняющихся ему.

## Джива
Джива в философии шуддха-адвайты составляет часть Брахмана, и появляется когда ананда Брахмана затемняется. Выделяются три вида джив: чистые (шуддха) дживы — те, чьи благородные качества (айшварья) не затемнены силой невежества (авидьей), мирские (сансарин), которые попадаются в сети авидьи, и мукта (освобожденные), которые освобождаются от уз сансары благодаря проникновению в истину (видью). Предполагается отличие джив от Брахмана и достижение единства с ним только при освобождении их от майи. Одновременно приводится сравнение индивидуальной души и Бога с искрами и огнём соответственно.

## Мир
Неодушевленный мир является наполненным Брахманом (брахматмака), но в нём затемнены два качества Брахмана — познание (чит) и блаженство (ананда), а чистая саттва или существование остаётся.
В состоянии творения мира, Брахман становится понятным, а в состоянии разрушения мира возвращается к первоначальной форме и перестает быть объектом восприятия. И творение и разрушение мира вызываются силой (шакти) Брахмана. Вселенная считается тождественной Брахману.
Хотя мир признаётся реальным, но представление души о нём признаётся ложным.

## Мукти
Главным средством спасения в философии заявляется бхакти, хотя признаётся польза и джняны в этом отношении. Главным аспектом считается истинная вера в бога, а практика самоумерщвления плоти не одобряется. Высшей целью считается не мукти, а скорее вечное служение Кришне и участие в его играх в небесном Вриндаване.